# Euphyia impersonata
Euphyia impersonata là một loài bướm đêm trong họ Geometridae.